# Zephiro torna, e 'l bel tempo rimena
Zephiro torna, e 'l bel tempo rimena è la trecentodecesima lirica (RVF 310), nonché il sonetto XXLXIX (269), del Canzoniere di Francesco Petrarca, il poeta riprende nel sonetto un tema morto diffuso nella poesia cortese: la contrapposizione tra tra l'infelicità del poeta e il ritorno della bella stagione che fa rifiorire la campagna e invita gli esseri viventi alle gioie dell'amore.

## Testo e parafrasi
| Testo | Parafrasi |
| --- | --- |
| Zephiro torna, e 'l bel tempo rimena, e i fiori et l'erbe, sua dolce famiglia, et garrir Progne et pianger Philomena, et primavera candida et vermiglia. Ridono i prati, e 'l ciel si rasserena; Giove s'allegra di mirar sua figlia; l'aria et l'acqua et la terra è d'amor piena; ogni animal d'amar si riconsiglia. Ma per me, lasso, tornano i più gravi sospiri, che del cor profondo tragge quella ch'al ciel se ne portò le chiavi; et cantar augelletti, et fiorir piagge, e 'n belle donne honeste atti soavi sono un deserto, et fere aspre et selvagge. | Torna Zefiro e riconduce con sé la bella stagione, e i fiori e l'erba, suo dolce seguito, e il verso della rondine e il piangere dell'usignolo, e la primavera candida tra mille colori. Ridono i prati, e il cielo si tranquillizza; Giove si rallegra di guardare sua figlia l'aria e l'acqua e la terra sono piene d'amore; ogni essere vivente torna a volere amare. Ma per me, afflitto, tornano i sospiri più penosi, che dal profondo del cuore trae colei che ne portò con sé le chiavi in cielo. e il canto degli uccelli, il fiorir dei campi, e i gesti gentili delle donne belle e nobili sono per me un deserto, e bestie feroci e crudeli. |

## Analisi
Nel sonetto Petrarca contrappone lo spettacolo della natura che si risveglia in primavera alla disperazione che alberga nel suo cuore dopo la perdita di Laura, tutto gli appare immerso in un’atmosfera cupa e tenebrosa che gli impedisce di cogliere ogni traccia di dolcezza. 

## Struttura metrica
Il sonetto è costituito da 14 versi, divisi in quattro strofe: 2 quartine e 2 terzine. Le rime sono costituite secondo lo schema metrico ABAB-ABAB; CDC-DCD.